# Natrium-23
Natrium-23 of 23Na is de enige stabiele isotoop van natrium, een alkalimetaal. Het is een van de drie op Aarde voorkomende isotopen van het element, naast natrium-22 (radioactief) en natrium-24 (eveneens radioactief). Van deze isotopen komen slechts sporen op Aarde voor. Vanwege het feit dat natrium maar één stabiele isotoop kent met een abundantie op Aarde van ongeveer 100%, valt het element onder zowel de mononuclidische als de mono-isotopische elementen.
Natrium-23 ontstaat onder meer bij het radioactief verval van neon-23, magnesium-23 en aluminium-24.
17Na · 18Na · 19Na · 20Na · 21Na · 22Na · 22mNa · 23Na · 24Na · 24mNa · 25Na · 26Na · 27Na · 28Na · 29Na · 30Na · 31Na · 32Na · 33Na · 34Na · 35Na · 36Na · 37Na